# 金荣南
金荣南（韩语： Kim Yeongnam，1996年1月29日—），韩国男子跳水运动员，2014年亚洲运动会男子双人10米跳台银牌得主和男子双人3米跳板铜牌得主、2018年亚洲运动会男子双人3米跳板和男子双人10米跳台银牌得主、2022年亚洲运动会男子双人10米跳台银牌得主。